# Karen Girl's
Karen Girl's (可憐Girl's, Karen Gāruzu?) fue un grupo ídol japonés de tres miembros formado en 2008 por la agencia de talentos Amuse.Con las exmiembros Ayami Muto, Yuika Shima y Suzuka Nakamoto.
El grupo interpretó canciones para el anime Zettai Karen Children durante la duración de la serie.

## Historia
El grupo Karen Girl's, fue formado por niñas de educación básica en una audición. Hicieron su debut en el 2008 con el tema principal "Over The Future" para la serie de anime de TV Tokyo "Zettai Karen Children". En Animelo Summer Live del 2008, se convirtieron en las artistas más jóvenes en subir a la plataforma de Saitama Super Arena en agosto de 2008. Fueron representadas por la agencia de talentos Amuse, y sus discos discográficos fueron lanzados por el sello discográfico NBCUniversal Entertainment Japan.El grupo fue presentado como "las pequeñas hermanas" del trío de chicas del grupo Perfume. Karen Girl's cantaron varios temas musicales para el anime Zettai Karen Children, la cual quedó inactiva después de que terminó la serie. En 2010, Ayami Mutō y Suzuka Nakamoto se convirtieron en miembros fundadores de Sakura Gakuin, un grupo ídol formado por la misma agencia. Mientras que en el 2014 Yuika se convirtió en miembro del grupo ídol Maboroshi Love.

## Legado
En el 2010, Suzuka se convirtió en miembro fundador de la banda Babymetal, tomando el nombre artístico de Su-metal. Con su actual banda, en el 20 de diciembre de 2012 interpretó la canción "Over the future" en versión metal subtitulada "Rising Force ver.", en el concierto Legend "1997" Su-metal Seitansai, en la plataforma Akasaka Blitz el mismo día de su decimoquinto cumpleaños.

## Miembros
| Nombre | Nombre de nacimiento           | Fecha de nacimiento      | Prefectura de origen |
| ------ | ------------------------------ | ------------------------ | -------------------- |
| Ayami  | Ayami Mutō (武藤 彩未?)        | 29 de abril de 1996      | Ibaraki              |
| Yuika  | Yuika Shima (島 ゆいか?)       | 20 de septiembre de 1996 | Kumamoto             |
| Suzuka | Suzuka Nakamoto (中元 すず香?) | 20 de diciembre de 1997  | Hiroshima            |

## Discografía
Álbumes de estudio
| Título            | Fecha de lanzamiento  | JP (Oricon) | Discográfica |
| ----------------- | --------------------- | ----------- | ------------ |
| Fly to the Future | 25 de febrero de 2009 | 19          | Geneon       |

Sencillos
| Título            | Fecha de lanzamiento    | JP (Oricon) | Discográfica |
| ----------------- | ----------------------- | ----------- | ------------ |
| «Over the Future» | 25 de junio de 2008     | 17          | Geneon       |
| «My Wings»        | 26 de noviembre de 2008 | 26          | Geneon       |

CD
| Número | Título                                            | Álbum             | Discográfica |
| ------ | ------------------------------------------------- | ----------------- | ------------ |
| 1      | «Pikatto Kiratto! Dash Girl's (ぴかっときらっと!» | Fly To The Future | Geneon       |
| 2      | «Over The Future»                                 | Fly To The Future | Geneon       |
| 3      | «Top Secret (とっぷし~くれっと)»                  | Fly To The Future | Geneon       |
| 4      | «Zettai love×love Sengen!! (絶対love×love宣言!!)» | Fly To The Future | Geneon       |
| 5      | «FULL THROTTLE»                                   | Fly To The Future | Geneon       |
| 6      | «MY WINGS»                                        | Fly To The Future | Geneon       |
| 7      | «Bye! Bye! Bye!»                                  | Fly To The Future | Geneon       |

DVD
| Número | Título                                                                      | Tipo de vídeo  |
| ------ | --------------------------------------------------------------------------- | -------------- |
| 1      | «Over The Future»                                                           | Official video |
| 2      | «MY WINGS»                                                                  | Official video |
| 3      | «Over The Future»                                                           | Video Dance    |
| 4      | «MY WINGS»                                                                  | Video Dance    |
| 5      | «MY WINGS»                                                                  | Making Video   |
| 6      | Zettai Karendakara Makenai! in OKINAWA (絶対可憐だから負けない! in OKINAWA) | Video de viaje |

## Programas
Televisión
- Oha Suta [En] (29 de agosto de 2008 • 24 de noviembre, TV Tokyo)

- Zettai Karen Children (11 de enero de 2009, TV Tokyo) 40th Sensei (Episodio 40) "Tsubomisansō! Totsunyū seyo!" - Las niñas de Karen Girl's aparecen cómo parte del anime

- Animelo Summer Live 2008 -Challenge- ~Todo sobre la canción de anime más grande de Japón EN VIVO~ (11 de enero de 2009, TBS y 12 de febrero de 2009, Kids Station)

Radio
- Kuchi × komi (21 y 28 de febrero de 2009, RKB Radio [Ja])

Eventos en vivo
- RONDO ROBE 2008 [Ja] (28 de junio de 2008, Shibuya C.C. Lemon Hall)

- Chao & chuchu Festival de verano 2008, Sede de Tokio (24 de agosto de 2008, Sala 9 de Exposiciones Internacionales Makuhari Messe)

- Animelo Summer Live 2008-CHALLENGE- (30 de agosto de 2008, Saitama Super Arena)

- Grabación pública conjunta de Hayakon [Ja] y Estación de radiodifusión Zettai Karen [Ja] (Distribuida el 24 de diciembre de 2008 y grabada el 14 de diciembre), Akihabara UDX [Ja])

- Especial en vivo de Karen Girl's @HOT☆FANTASY ODAIBA [Ja] (21 de diciembre de 2008, escenario principal del primer piso de Fuji TV)

- Evento especial de -Karen Girl's misión completada- (14 de marzo de 2009, SHIBUYA BOXX [Ja])